# Kecamatan Komodo
Kecamatan Komodo är ett distrikt i Indonesien.   Det ligger i provinsen Nusa Tenggara Timur, i den centrala delen av landet, 1 400 km öster om huvudstaden Jakarta. 